# 沈妙容
沈 妙容（しん みょうよう）は、南朝陳の文帝陳蒨の皇后。本貫は呉興郡武康県。兄は沈欽。

## 経歴
梁の安前中録事参軍の沈法深と高氏（綏安県君）のあいだの娘として生まれた。大同年間、十数歳で陳蒨にとついだ。侯景の乱のとき、陳蒨と妙容は呉興にいて侯景に捕らえられた。侯景の乱が平定されると、ふたりは解放された。永定元年（557年）、陳が建国されると、妙容は臨川王妃となった。永定3年（559年）、陳蒨が即位すると、皇后に立てられた。天康元年（566年）、陳伯宗が即位すると、皇太后となり、安徳宮に起居した。
ときに安成王陳頊・到仲挙・劉師知らが陳伯宗を補佐するよう文帝の遺命を受けていたが、劉師知と到仲挙が禁中に常住して朝廷の派手やかな行事を取り仕切ったのに対して、陳頊は側近300人とともに尚書省に入って実務を掌握した。光大元年（567年）、劉師知は陳頊の実権が強いことを懸念し、東府に帰って揚州刺史としての州務に専念するよう陳頊に求めた。陳頊は病と称して尚書省を出ようとせず、毛喜を禁中に派遣して妙容や陳伯宗と相次いで会見させ、劉師知と到仲挙を排除する内諾を取りつけさせた。毛喜が陳頊に報告すると、陳頊は劉師知を捕らえ、廷尉にその罪を糾明させた。その夜、劉師知は獄中で死を賜った。これにより陳の政権は陳頊の手に落ちた。妙容は宦官の蒋裕を派遣して、張安国に建安郡での起兵を準備させ、陳頊を追い落とそうと図った。張安国の起兵計画は事前に発覚し、陳頊により処刑された。妙容は連座をおそれて、陰謀を知る側近たちを殺してその口を封じた。陳頊（宣帝）が即位すると、妙容は文皇后とされた。陳が滅亡すると、長安に入った。大業元年（605年）、長安から江南に帰った。ほどなく死去した。

## 伝記資料
- 『陳書』巻7 列伝第1
- 『南史』巻12 列伝第2